# عنك (أسيوط)
قرية عنك هي إحدى القرى التابعة لمركز القوصية في محافظة أسيوط في جمهورية مصر العربية. حسب إحصاءات سنة 2006، بلغ إجمالي السكان في عنك 3905 نسمة، منهم 1810 رجل و2095 امرأة.